# Route nationale 9463
La route nationale 9463, ou RN 9463, est une route nationale française reliant Nommay à  Brognard, dans l'agglomération de Montbéliard. C'est en réalité une courte liaison d'1 km qui relie la RN437 à l'autoroute A36. Elle a visiblement été nommée ainsi par référence à la RN463 qui passe quelques kilomètres plus au sud, même si les raisons de cette décision restent floues.
Quoi qu'il en soit, cette route a la particularité de porter un numéro d'ordre très élevé.
Actuellement nommée D633, elle amorce la (future) liaison Nord du Pays de Montbéliard (en projet) entre l'échangeur de Technoland sur l'A36 et la D438 (Montbéliard-Héricourt).